# مالكولم جودوين
مالكولم جودوين (بالإنجليزية: Malcolm Goodwin)‏ هو منتج تلفزيوني ومنتج أفلام ومخرج وممثل أمريكي، ولد في 28 نوفمبر 1982 ببروكلين في الولايات المتحدة.

## أعمال

### أفلام
- (2007) رجل عصابة أمريكي
- (2012) حسابات خاصة
- (2015) الركض طيلة الليل[4][5]

## وصلات خارجية
- مالكولم جودوين على موقع IMDb (الإنجليزية)
- مالكولم جودوين على موقع ألو سيني (الفرنسية)
- مالكولم جودوين على موقع ميوزك برينز (الإنجليزية)
- مالكولم جودوين على موقع أول موفي (الإنجليزية)
- مالكولم جودوين على موقع قاعدة بيانات الأفلام السويدية (السويدية)
- مالكولم جودوين على موقع قاعدة بيانات الفيلم (الإنجليزية)
- مالكولم جودوين على موقع كينوبويسك (الروسية)